# 北高航線
北高航線、北高線，是指臺灣臺北市與高雄市之間的航空通路，航線端點分別為臺北松山機場與高雄小港機場，航程約50分鐘。北高航線曾是臺灣最繁忙的空中交通航線，最高峰時期在1990年代曾有中華航空、長榮航空、立榮航空、華信航空、復興航空、遠東航空、大華航空、國華航空、瑞聯航空等9家航空公司聯合營運。

## 歷史
北高航線始於臺灣日治時期，臺北、高雄興建機場。小港機場之前，岡山的高雄飛行場曾有短暫的民航使用。
1987年中華民國政府響應美國政府對航空業的政策方向，開始推動開放天空政策。11月26日中華民國行政院頒布《民用航空運輸業申請設立、增闢航線、購機執行要點》，1989年1月15日納入《民用航空業管理規則》。:1臺灣西部空運走廊市場蓬勃發展，1990年載客人次為161萬人次，1995年成長至527萬人次，至1996年達到飽和為719萬人次。1998年因中華航空676號班機空難影響市場，運量下滑，之後逐年遞減。:24、32、33北高航線的運輸角色在2007年台灣高速鐵路正式通車後逐漸被取代，航線運量不斷萎縮，於2012年8月31日正式結束民航定期航空班機。